# Sergio (2020)
Sergio is een Amerikaanse biografische dramafilm uit 2020 onder regie van Greg Barker. Het is een verfilming van Barkers gelijknamige documentaire uit 2009 over de Braziliaanse diplomaat Sérgio Vieira de Mello. De hoofdrollen worden vertolkt door Wagner Moura, Ana de Armas, Will Dalton, Brían F. O'Byrne en Garret Dillahunt.

## Verhaal
In 2003, ten tijde van de Amerikaanse invasie van Irak, reist de Braziliaanse VN-diplomaat Sérgio Vieira de Mello naar Bagdad om er vredesonderhandelingen te houden. Bij een terroristische bomaanslag op het Canal Hotel raakt hij bedolven onder een berg puin. Hij blikt terug op zijn carrière als diplomaat en zijn leven met partner Carolina Larriera.

## Rolverdeling
| Acteur              | Personage                |
| ------------------- | ------------------------ |
| Wagner Moura        | Sérgio Vieira de Mello   |
| Ana de Armas        | Carolina Larriera        |
| Brían F. O'Byrne    | Gil                      |
| Garret Dillahunt    | William "Bill" von Zehle |
| Clemens Schick      | Gaby                     |
| Will Dalton         | Andre Valentine          |
| Bradley Whitford    | Paul Bremer              |
| Vithaya Pansringarm | Wahid                    |
| Pedro Hossi         | Xanana Gusmão            |

## Productie
In 2008 bracht de Iers-Amerikaanse schrijfster en diplomate Samantha Power met Chasing the Flame: Sergio Vieira de Mello and the Fight to Save the World een biografie uit over de Braziliaanse VN-diplomaat Sérgio Vieira de Mello, die in 2003 in Irak om het leven kwam na een terroristische bomaanslag. Filmmaker Greg Barker gebruikte het boek nadien als basis voor de documentaire Sergio (2009).
In juli 2018 raakte bekend dat Barker, in samenwerking met scenarioschrijver Craig Borten, voor Netflix ook een biografische film over Sérgio Vieira de Mello zou maken. Wagner Moura en Ana de Armas werden aangekondigd als hoofdrolspelers. Bradley Whitford werd gecast als de Amerikaanse diplomaat Paul Bremer.
De opnames gingen in augustus 2018 van start en eindigden in oktober 2018. Er werd gefilmd in onder meer Jordanië en Thailand.

## Release
De film ging op 28 januari 2020 in première op het Sundance Film Festival.  Netflix biedt de film aan sinds 17 april 2020.

## Trivia
- Wagner Moura en Ana de Armas werkten ook samen aan de historische dramafilm Wasp Network (2019).